# Hiroki Yamamoto (Fußballspieler)
Hiroki Yamamoto (jap. 山本 大貴, Yamamoto Hiroki; * 15. November 1991 in Uto, Präfektur Kumamoto) ist ein japanischer Fußballspieler.

## Karriere
Hiroki Yamamoto erlernte das Fußballspielen in der Universitätsmannschaft der Komazawa-Universität. Seinen ersten Vertrag unterschrieb er 2014 bei Vegalta Sendai. Der Verein aus Sendai, einer Großstadt in der Präfektur Miyagi, spielte in der höchsten japanischen Liga, der J1 League. Von Juni 2014 bis Januar 2015 wurde er an den Matsumoto Yamaga FC ausgeliehen. Mit dem Verein aus Matsumoto spielte er in der zweiten Liga, der J2 League. Ende 2014 wurde er mit dem Verein Vizemeister der zweiten Liga und stieg in die erste Liga auf. 2015 kehrte er nach Sendai zurück. 2016 unterschrieb er einen Vertrag beim Matsumoto Yamaga FC. Nach nur einer Saison stieg Matsumoto Ende 2015 wieder in die zweite Liga ab. Von August 2019 bis Januar 2020 wurde er an den Ligakonkurrenten Fagiano Okayama nach Okayama ausgeliehen. Nach Ausleihende wurde er von dem Zweitligisten fest verpflichtet. Für Fagiano absolvierte er 68 Zweitligaspiele. Dabei schoss er zehn Tore. Im Januar 2022 unterschrieb er einen Vertrag beim Drittligisten AC Nagano Parceiro.

## Erfolge
Matsumoto Yamaga FC
- Japanischer Zweitligavizemeister: 2014  ▲